# Малінта (Огайо)
Малінта (англ. Malinta) — селище (англ. village) в США, в окрузі Генрі штату Огайо. Населення — 236 осіб (2020).

## Географія
Малінта розташована за координатами 41°19′11″ пн. ш. 84°2′7″ зх. д. / 41.31972° пн. ш. 84.03528° зх. д. (41.319593, -84.035360).  За даними Бюро перепису населення США в 2010 році селище мало площу 1,99 км², уся площа — суходіл.

## Демографія
Згідно з переписом 2010 року, у селищі мешкало 265 осіб у 102 домогосподарствах у складі 70 родин. Густота населення становила 133 особи/км².  Було 116 помешкань (58/км²).
Расовий склад населення:
| - 93,2 % — білих - 0,4 % — чорних або афроамериканців - 0,4 % — азіатів - 3,4 % — осіб інших рас |

До двох чи більше рас належало 2,6 %. Частка іспаномовних становила 14,0 % від усіх жителів.
За віковим діапазоном населення розподілялося таким чином: 28,7 % — особи молодші 18 років, 56,6 % — особи у віці 18—64 років, 14,7 % — особи у віці 65 років та старші. Медіана віку мешканця становила 36,2 року. На 100 осіб жіночої статі у селищі припадало 92,0 чоловіків;  на 100 жінок у віці від 18 років та старших — 89,0 чоловіків також старших 18 років.
Середній дохід на одне домашнє господарство  становив 57 146 доларів США (медіана — 60 625), а середній дохід на одну сім'ю — 63 984 долари (медіана — 60 972). Медіана доходів становила 56 250 доларів для чоловіків та 21 111 долар для жінок. За межею бідності перебувало 15,4 % осіб, у тому числі 26,9 % дітей у віці до 18 років та 4,4 % осіб у віці 65 років та старших.
Цивільне працевлаштоване населення становило 173 особи. Основні галузі зайнятості: виробництво — 41,6 %, освіта, охорона здоров'я та соціальна допомога — 24,3 %, мистецтво, розваги та відпочинок — 9,2 %, публічна адміністрація — 5,2 %.